# 地獄溪層
地獄溪層，或譯海爾河組，是貫穿美國、加拿大和墨西哥，年代跨度為大部分白堊紀晚期及小部分古新世早期的地層。其命名來自於美國中北部的蒙大拿州喬丹，因附近盛產化石的“地獄溪”而得名。因其和西部內陸海道的位置相重合，在該地層中發現了目前地球上数量最多的化石。该底层以盛产白堊紀的古生物化石而聞名世界，其中恐龍化石有暴龍、三角龍、甲龍、埃德蒙頓龍、黃昏鳥等，其餘化石有滄龍、無齒翼龍、菊石、劍射魚、白堊尖吻鯊等。
地獄溪層分佈於美國蒙大拿州、北達科他州、南達科他州以及懷俄明州的部分區域。在蒙大拿，地獄溪層覆蓋了狐狸丘層，而龐貝石柱遺址位於地獄溪層的一小處偏僻區域。美國國家公園管理局於1966年將其化石區列為國家自然地標。世界最大的地獄溪化石收藏現存放並展示於蒙大拿州博茲曼市的洛磯山博物館。化石的展示是1998年，由蒙大拿州立大學、華盛頓大學、加利福尼亞大學柏克萊分校、北達科他大學以及北卡羅萊納大學共同組成的地獄溪計畫所產生的結果。
地獄溪層在起伏的河道和三角洲以及當地極其罕見的泥炭沼澤沉積物沿著低窪的東部大陸邊緣，面向晚白堊世西部內陸海道，由一系列淡水和微鹹粘土質的水、泥岩和砂岩，沉積於馬斯垂克階和達寧階時期（分別是白堊紀末期和古近紀初期）。該地的氣候是溫和的，鱷目的存在表明這裡是副熱帶氣候，且無長期的年度寒流。著名且富含銥的白堊紀－古近紀界線（K-Pg界線）將中生代與新生代分開，作為不連續但明顯的薄標記層出現在地層上方，偶爾出現在地層內部，而邊界附近則是覆蓋在上的聯合堡層。

## 描述
地獄溪層是一個位於美國蒙大拿州喬丹附近的一個，該層是北美洲一個被研究的十分透徹的地層，其年代跨度為大部分白堊紀晚期及一小部分古新世早期的地層。該地層分佈於美國蒙大拿州、北達科他州、南達科他州以及懷俄明州的部分區域。在蒙大拿，地獄溪層覆蓋了狐狸丘層。
1966年，地獄溪化石區被美國國家公園管理局列為國家自然地標。

## 地質

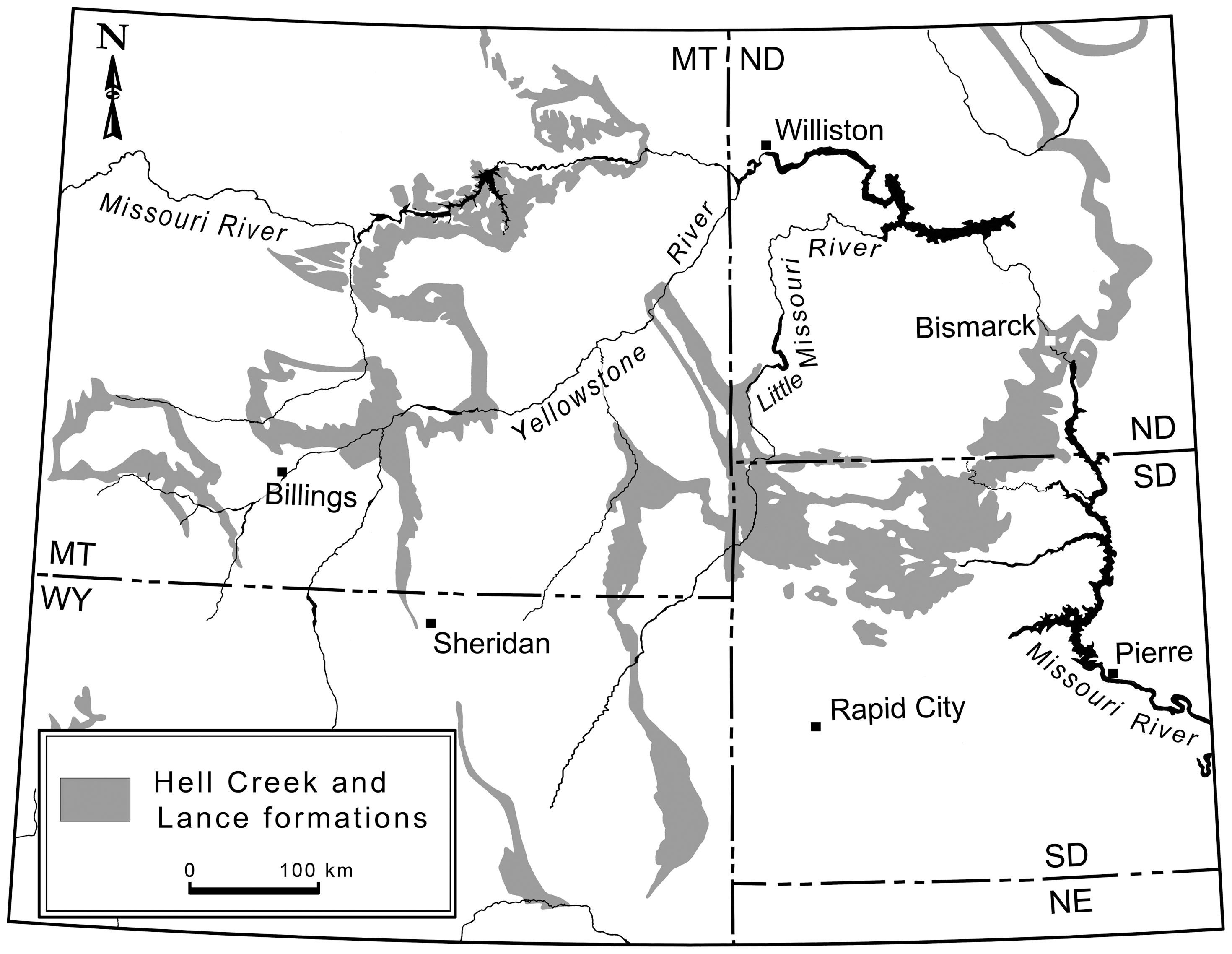
位於北美洲西部的地獄溪層和蘭斯層地圖

在蒙大拿州的地獄溪層覆蓋於狐狸丘層之上，而位於聯合堡層之下，地獄溪－聯合堡界線包含了附近稍微上面一點的白堊紀－古近紀界線（K-Pg界線），其界定了白堊紀的終點，年代測定為6600 ± 7萬年。地獄溪層厚度約為90（300英尺），據估計，可能沉積了約200萬年。在界線下好幾公尺處，都有發現地獄溪動物群特徵的物種。北達科他州的塔尼斯遺址擁有被提議作為希克蘇魯伯隕石撞擊影響的證據，該證據是一個在撞擊後幾小時內堆積而成的一種由化石遺骸和玻璃隕無序的混合物。
白堊紀－古近紀界線座落在上地獄溪及聯合堡層路德洛段的接觸面，然而在某些地區(如：北達科他州)，界線卻深入路德洛段地層中，且地獄溪層的某些部分高於邊界線達3（9.8英尺），這表明了地獄溪層的某些部分超越了邊界線，而進入了新生代的地層。

## 古生物

地獄溪層動物相

在地獄溪層中發現了包括恐龍在內的大量動物遺骸。由於地獄溪層位於拉臘米迪亞的東海岸與西部內陸海道的交匯處，因此保存了許多海洋與陸地生物的化石。脊椎動物包含有恐龍、翼龍、鱷魚、離龍目、蜥蜴、蛇、海龜、青蛙和蠑螈等。魚類和哺乳動物的遺骸也在層中被發現。該地層還聚集來大量的無脊椎動物（如菊石）、植物、哺乳動物、魚類、爬行動物（如歐巴馬齒蜥）、海生爬行動物（包含滄龍科、蛇頸龍科、海龜）及兩生類。地獄溪層著名的恐龍除了暴龍及三角龍之外，還有似鳥龍科、近頜龍科、多種小型獸腳類、厚頭龍亞目、甲龍亞目。另外也有發現鱷形超目及有鱗目成員。一些鳥類、哺乳動物及翼龍也被發現於該地層。一些鯊魚和魟魚的牙齒也在地獄溪的河床上被找到，說明有些物種對淡水的耐受度從那時就有。蘭斯階，命名自蘭斯層，的生物在系統發育學上要比坎帕階的北美物種更接近東亞及加拿大/阿拉斯加的動物相。地獄溪層也找到了一些被琥珀包裹住的昆蟲。

## 沉積環境

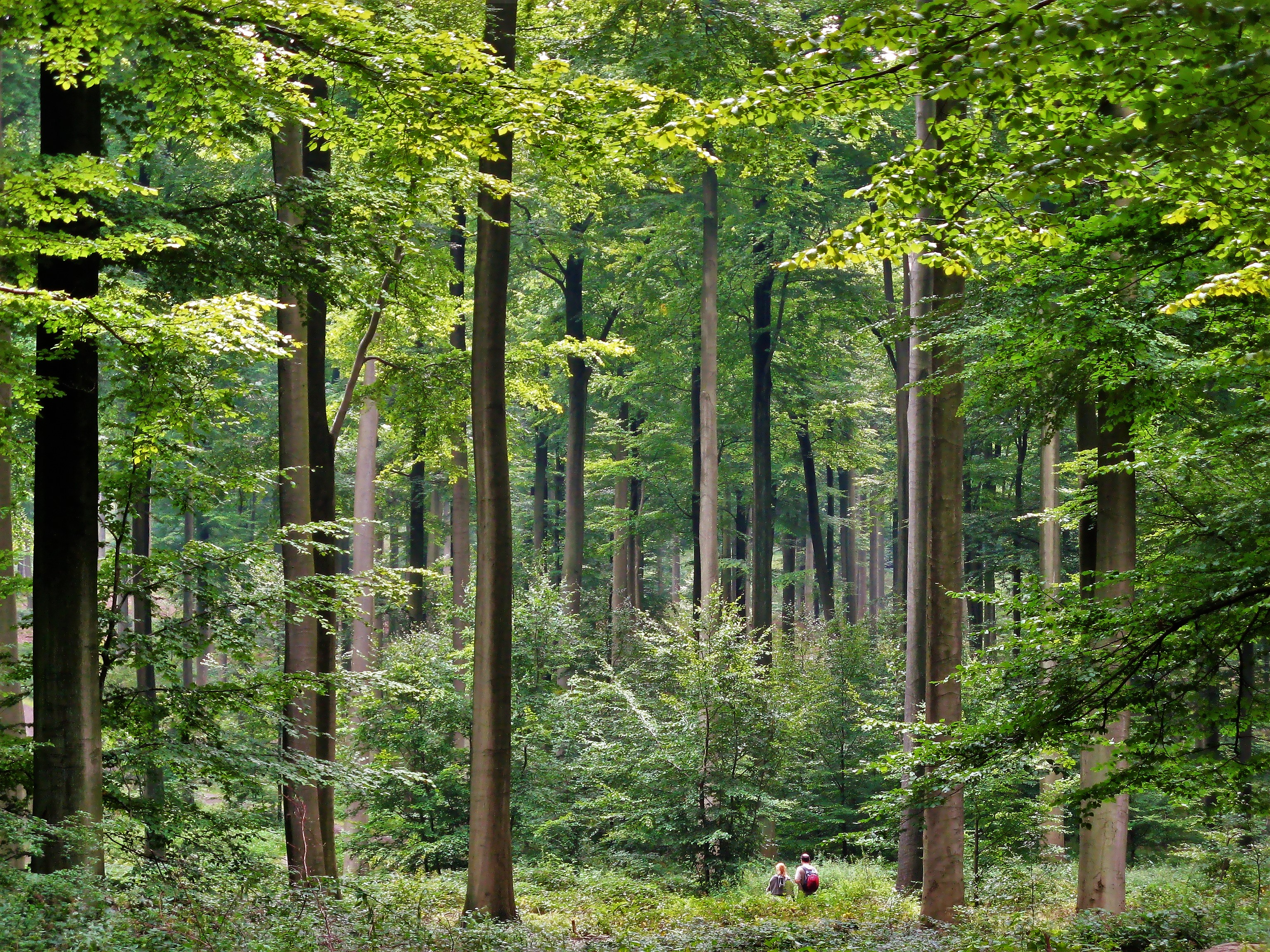
地獄溪層主要由被子植物覆蓋，是當時的優勢植物

地獄溪層在起伏的河道和三角洲以及當地極其罕見的泥炭沼澤沉積物沿著低窪的東部大陸邊緣，面向晚白堊世西部內陸海道，由一系列淡水和微鹹水粘土、泥岩和砂岩，沉積於馬斯垂克階和達寧階時期（分別是白堊紀末期和古近紀初期）。由在蒙大拿佩克堡地區裸露部分的特徵來看，地獄溪層被認為是一個地勢平坦，擁有森林的氾濫平原，該地層較接近副熱帶氣候，並擁有多種植被覆蓋，從被子植物樹木到像落羽杉、銀杏等松柏門植物以及蕨類均可在該層中找到。地獄溪層是由溪流堆積成的，並位於西部內陸海道邊緣的海岸平原上。由於該地層有發現鱷魚，故推斷此地當時是副熱帶氣候，應該沒有寒季且有很大的降雨量。
地獄溪層、蘭斯層、史考勒層代表了西部內陸海道西岸不同的區段。沼澤形低地是當時恐龍等很多動物的棲息地。寬廣的海岸平原從海道向西延伸至剛形成的洛磯山脈。這些地層由大量的沙岩和泥岩組成，是基於當時的氾濫平原、河流、三角洲、沼澤、河口灣及海岸平原等環境因素所導致的。其中地獄溪層是這些史前生態環境中被研究的最多的。當時這個區域擁有溫暖潮濕的氣候，因為潮濕的氣候，森林及沼澤的植被非常多樣化，沼澤中包含被子植物、針葉樹、棕櫚及蕨類，森林則有針葉樹、林冠、下層植被、梣樹、橡樹及灌木。在南達科他州西北角，溼地的黑色層地帶沖積形成豐富的煤，氾濫平原積聚明亮的帶狀泥沙層。而在挖掘點好幾處都發現豐富的樹葉化石，表明這個區域很可能曾經被小型樹木大量覆蓋。

## 化石內容

### 恐龍

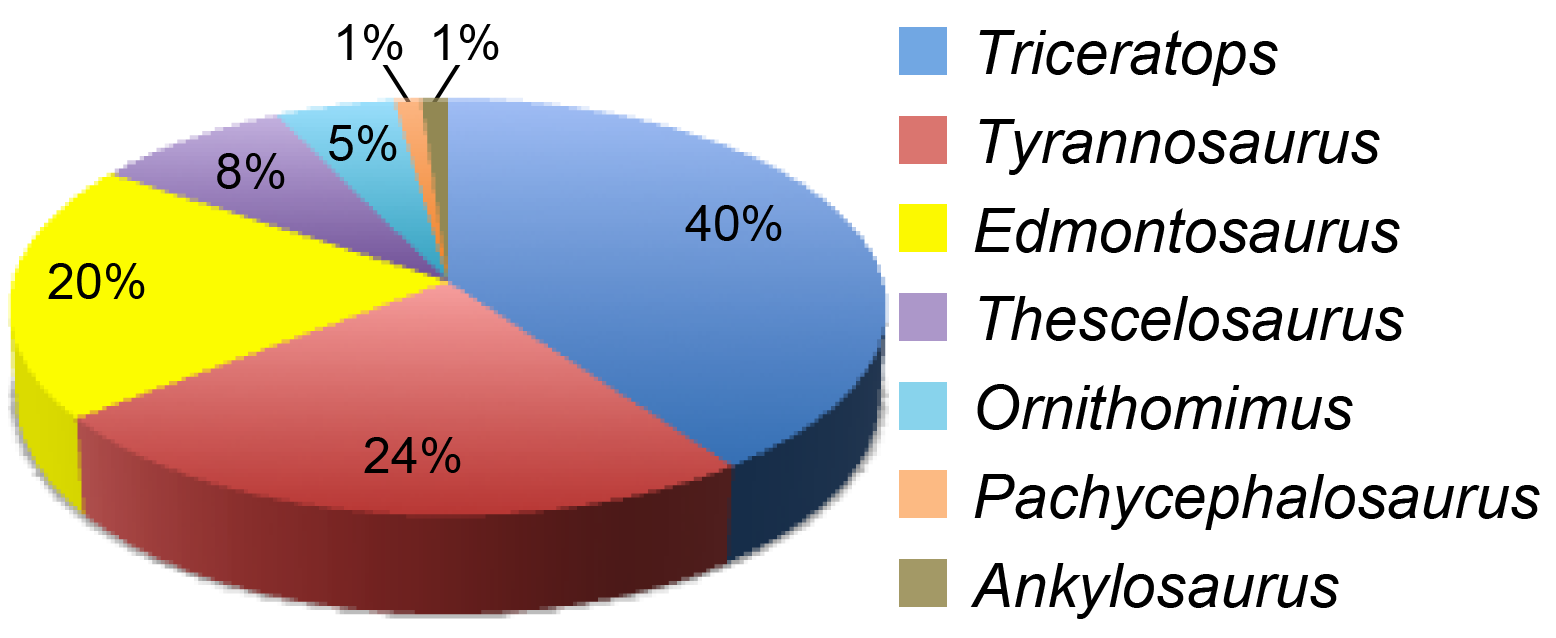
圓餅圖為整個地獄溪層的主要恐龍數量統計

在古生物學的領域中，古生物的數量一直是難以分析的。下列估計是地獄溪層中最常見的八種恐龍家族成員。
- 角龍科 61%
- 鴨嘴龍科 23%
- 似鳥龍科 5%
- 暴龍科 4%
- 稜齒龍科 3%
- 馳龍科 2%
- 厚頭龍科 1%
- 傷齒龍科 1% (只有牙齒部分)

在地獄溪計畫中，表層被分成三段：下段、中段、上段。上段和下段是the PLoS One報告中著重描述的部分，而在每個部分當中，均有發現大量的暴龍、三角龍及埃德蒙頓龍遺骸。其中三角龍是當中最普遍的，比較意外的是，暴龍的數量跟埃德蒙頓龍的數量相當，甚至在多一些。在上地獄溪段中，包含了22隻三角龍、5隻暴龍及5隻埃德蒙頓龍。
奇異龍、似鳥龍、厚頭龍和甲龍也包含在分類中，但數量相對較少，其他恐龍像圓頭龍、丹佛龍、牛角龍、似鴕龍、冥河盜龍、達科他盜龍、梳齒龍、里約龍、近爪牙龍、安祖龍、細喙龍及傷齒龍(也可能是梳齒龍)，也被算入少數恐龍而不被計入分類中。
過去10年在地獄溪計畫期間進行的化石收藏從改進的屬級收集模式和健全的數據資料產生了新的資訊，這些數據揭示了出乎意料的恐龍相對豐富多元，以及過去認為罕見的個體發生學的年齡級距。研究發現了比以往更高的暴龍佔比。在上層3所發現的暴龍數量和埃德蒙頓龍一樣，而在下層3中，暴龍的數兩在主要恐龍動物群中的佔比僅次於三角龍，埃德蒙頓龍在其之後。這項數據驚人的包含了：1.在Apex砂岩及Jen-Rex淤砂發現的兩個腿部沈積物(MOR loc. HC-530 and HC-312)。2.地層2/3的部分反應和上段3及下段3的紀錄一樣的情形，即只有發現恐龍的骨骼。
三角龍是地層中最普遍的恐龍，約佔40%，遠超其他恐龍，其次是暴龍，約佔24%，埃德蒙頓龍第三，約佔20%，奇異龍8%、似鳥龍5%，厚頭龍及甲龍只有1%，佔比相對較少。
地獄溪層恐龍的足跡化石非常稀少，直至2017年，只有發現一個可能是暴龍留下的足跡，發現於2007年並於隔年描述。

#### 近鳥類
過去發現的許多牙齒化石被歸類屬於多種馳龍科及傷齒龍科成員，包括馳龍、蜥鳥盜龍及傷齒龍，而他們被認為只存在於更古老的層中，然而在2013年伊凡等人的研究中，得出的結論為幾乎沒有證據表明在地獄溪-蘭斯層中有超過一種的馳龍科成員，這使得冥河盜龍在地獄溪的分類失效，這一論點在2015年狄帕瑪等人所描述的大型新種馳龍科成員達科他盜龍出土之下被推翻了。傷齒龍科等虛骨龍類恐龍的牙齒化石普遍存在於地獄溪層中，較知名的包括近爪牙龍、梳齒龍及里約龍。

### 植物相

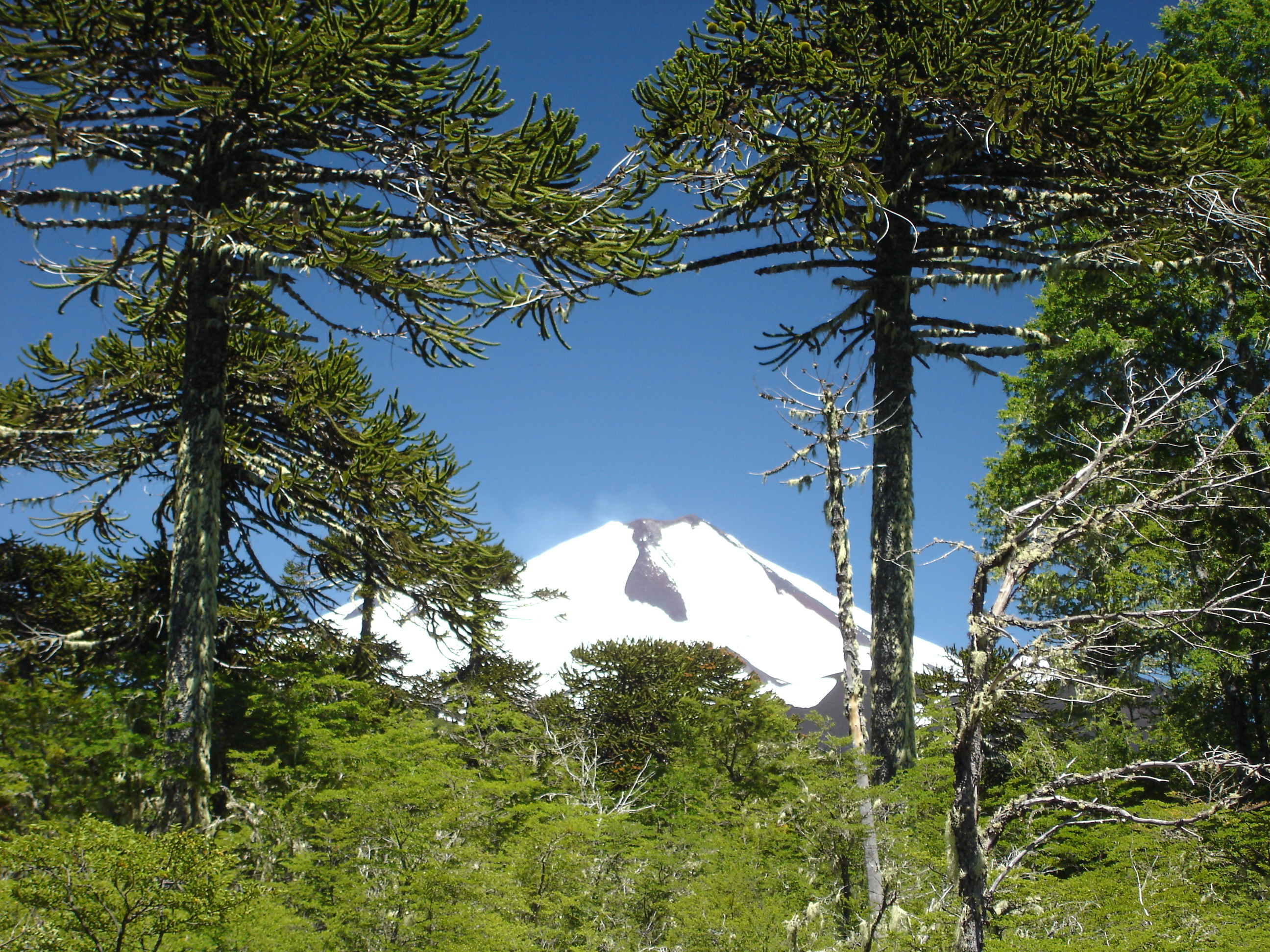
裸子植物

地獄溪層是一個低地氾濫平原，當時的海平面尚未下降，在這片溼地上有高密度的疏林、樟科、桑科、水青岡、木蘭科及棕櫚科生長。蕨類及苔蘚則是其下層植被。地獄溪層上層古新世早期部分的植被包含蕨類陰地蕨、狗脊、紫萁、單核蕨、蚊子蕨，松柏門黎明紅杉，單子葉植物 Limnobiophyllum(浮萍亞科親戚)，以及雙子葉植物連香樹科及懸鈴木。被子植物包含了多種的葉子、種子、花瓣及其他結構。就數量上來說，被子植物是當時最多樣化且最優勢的植物相，佔了90%，然而，常綠植物中還包括了松柏、銀杏、落羽松及蘇鐵等裸子植物。被子植物包含了多種以滅絕的樹。現今的地獄溪植物群是常綠植物及落葉植物混合的闊葉林，看似和當時相差無幾，但仔細觀察會發現現今的植被群和當時還是有明顯差異的，最顯著的例子就是今天的蒙大拿，當時有棕櫚表明當時該地的氣候要比現在溫暖。

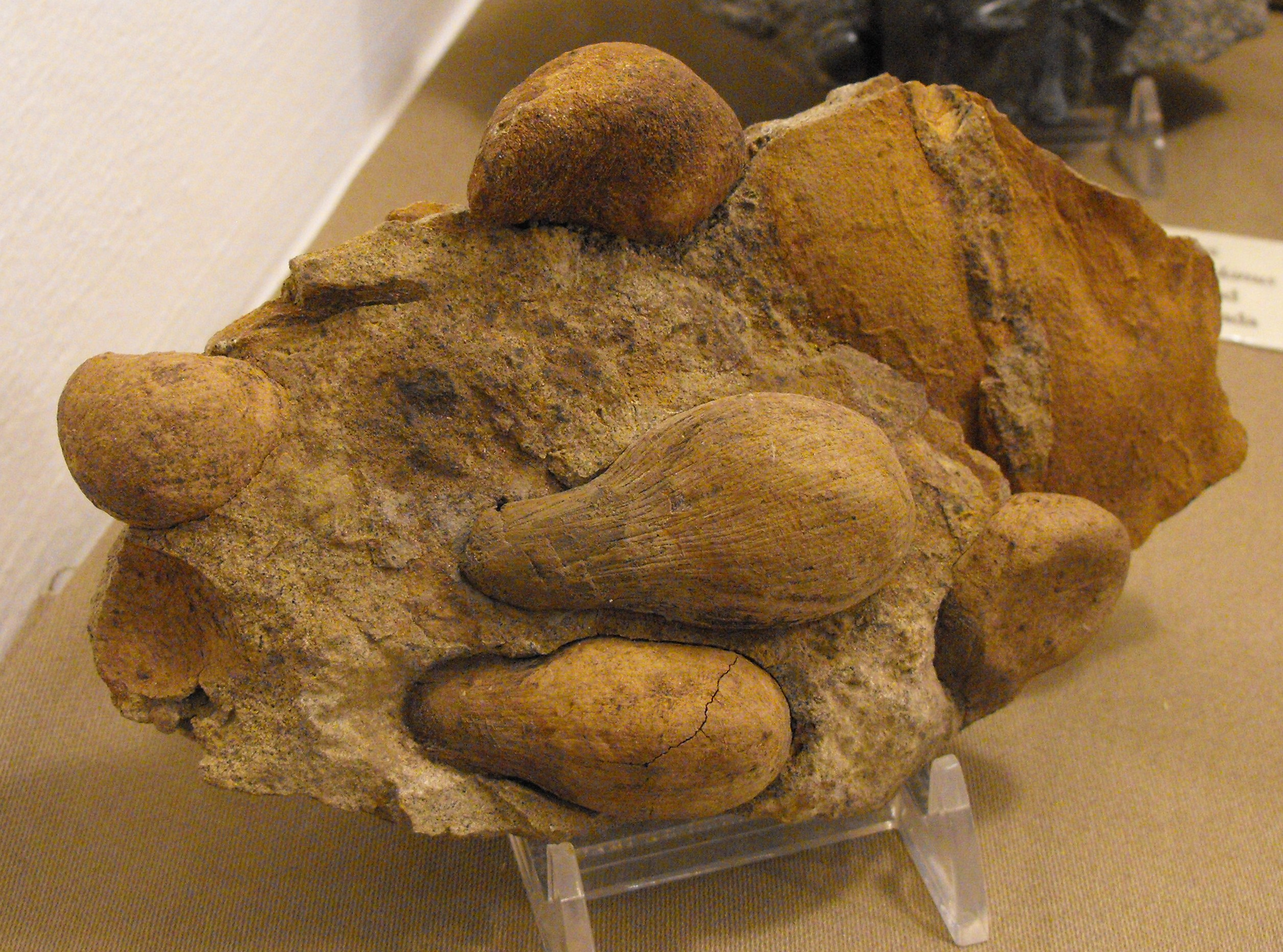
地獄溪層發現的果實化石

科克·強森稱地獄溪層並無草、橡木、楓或柳。蕨類也不常見，然而，在白堊紀－古近紀界線上2公分，豐富的蕨類孢子顯著增加。蕨類孢子的增加又被稱為"蕨類尖峰"(這意味著，如果繪製出作為地層位置函數的孢子豐富度，該圖將顯示撞擊沉降層正上方的尖峰)。強森還發現，許多地獄溪層的被子植物物種現已滅絕，他相信在蒙大拿及北達科他當時的陸生植物大約80%都在白堊紀-古近紀滅絕事件中消失。
相較於南北達科他州豐富的植物化石，蒙大拿發現的植物化石收藏較少。在蒙大拿州的布朗巴特，一個叫修梅克的人收藏了一些種類的該層植物化石，但大部分的植物都收藏於南北達科他州。在耶魯大學皮博迪自然史博物館(Peabody Museum of Natural History或Yale-Peabody Museum)的館藏中，二名法屬名字尾有"TYPE"的，代表是正模標本。"YPM"是皮博迪自然史博物館館藏標本的前綴代碼。
總覽 (強森, 1997):
190種植物型態，包括:
- 1種苔類植物門(苔蘚及葉苔)
- 6種羊齒植物 (並系群:現包括木賊，石松及蕨類)
- 9種松柏
- 2種銀杏(不普遍)
- 172種被子植物(90%的物種被發現並收藏)

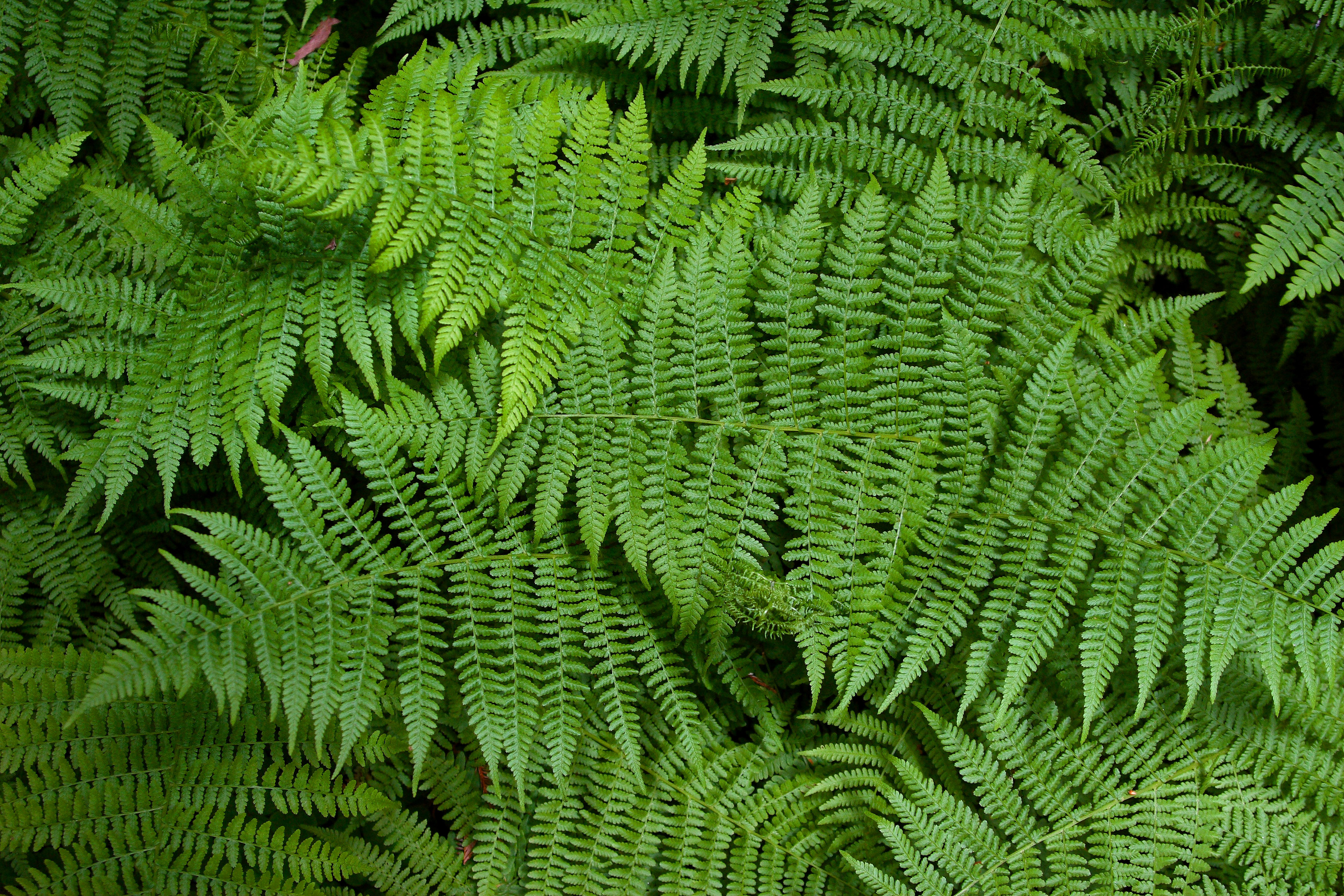
蕨類
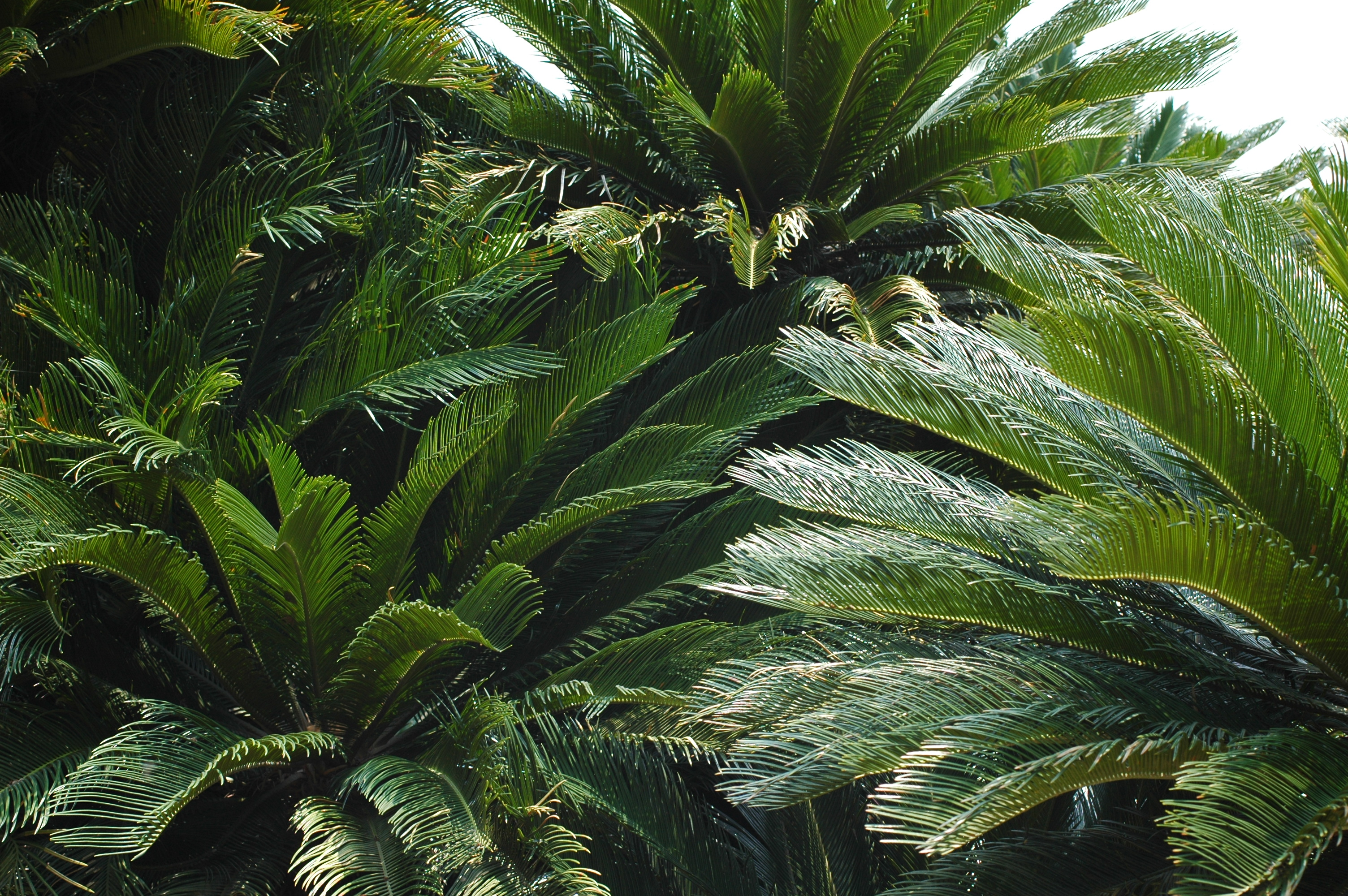
蘇鐵
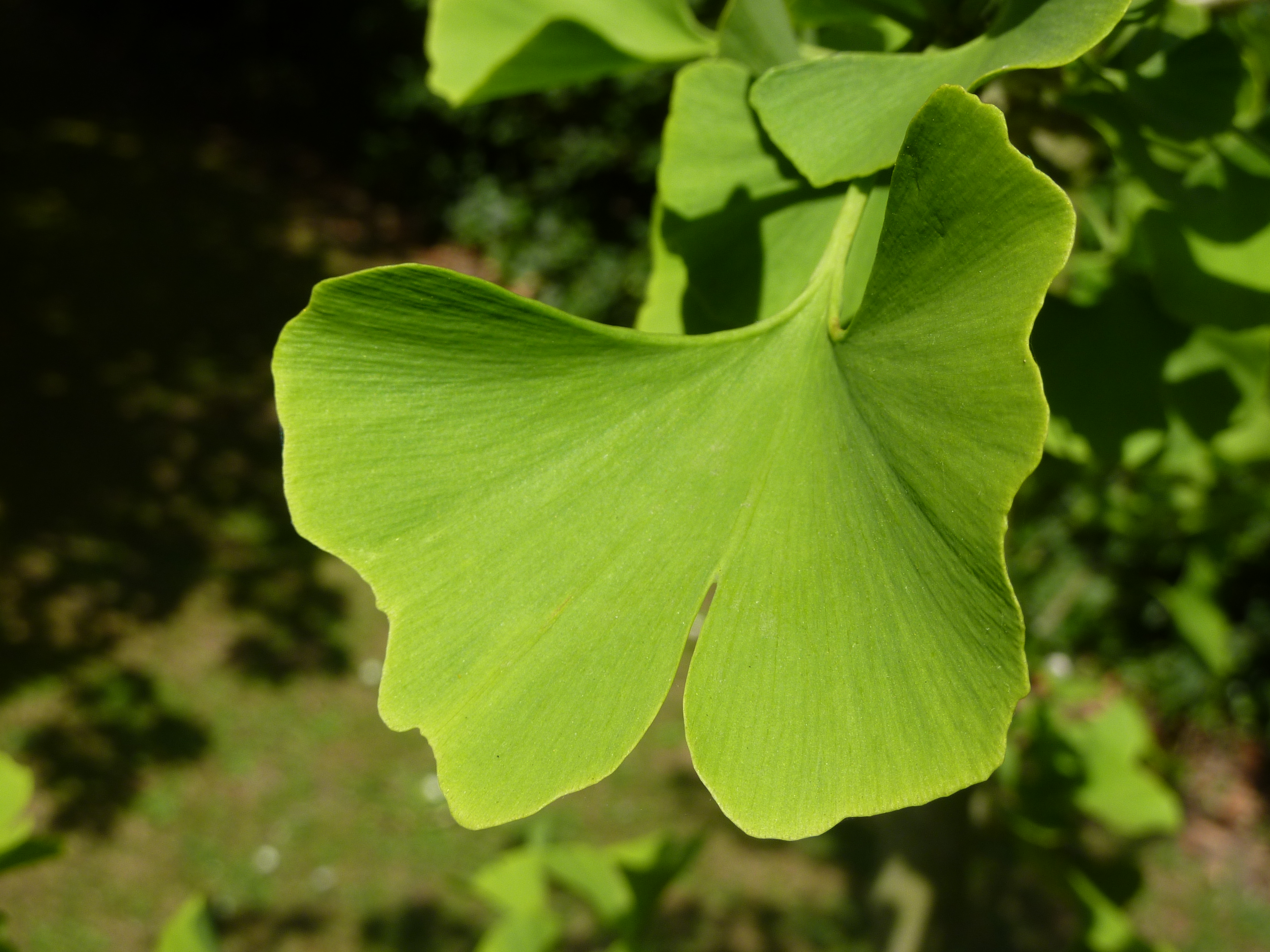
銀杏 (不普遍)
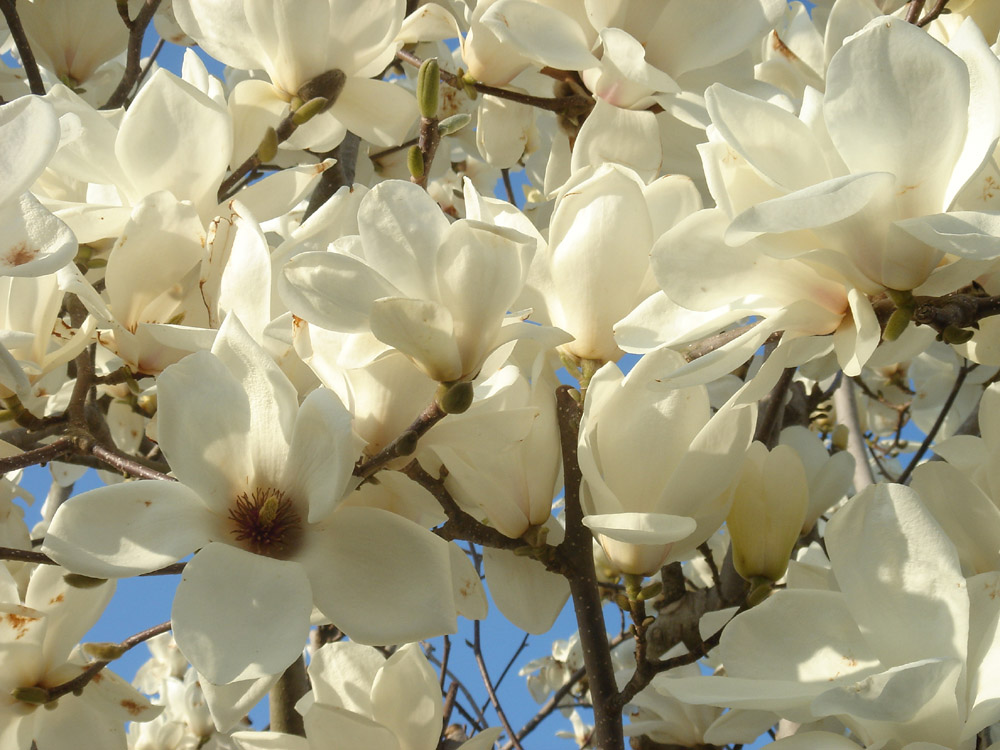
多種被子植物

- 智利南洋杉樹葉
- 棕櫚表示古氣候更熱
- 紅杉
- 月桂
- 連香樹
- 木蘭 (普遍)

地獄溪層的植物
- 多種蕨類及蘇鐵
- 木賊 (木賊科)

裸子植物
- Platyspiroxylon (柏科)
- 羅漢松 (羅漢松科)
- Elatocladus (杉科)
- Sequoiaxylon (杉科)
- Taxodioxylon (杉科)
- 南洋杉 (南洋杉科)
- Cheirolepidiaceae此類群中生代時期非常繁盛，現均已滅絕

銀杏
- 拜拉屬
- Ginkgo adiantoides

被子植物

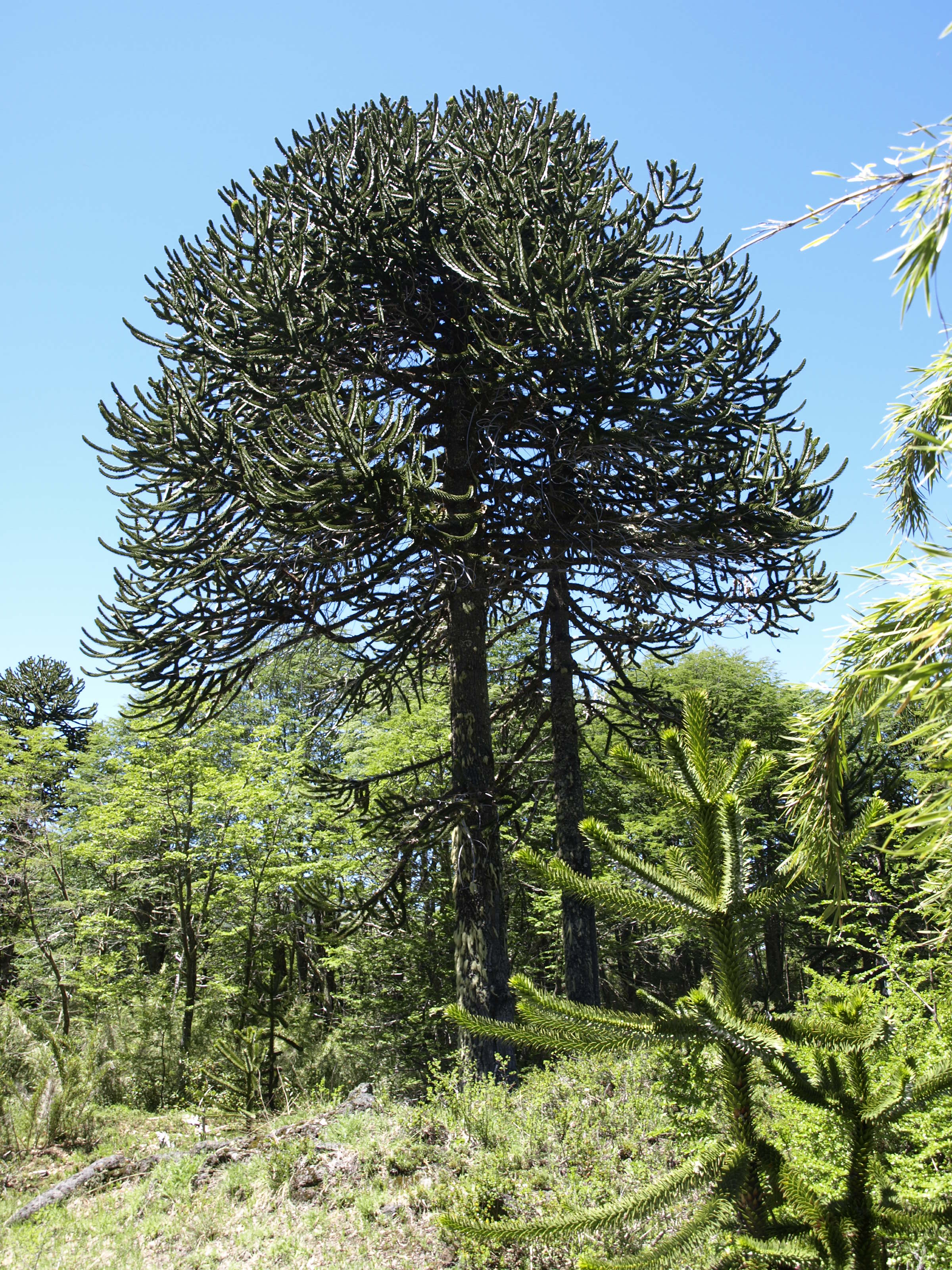
智利南洋杉樹葉
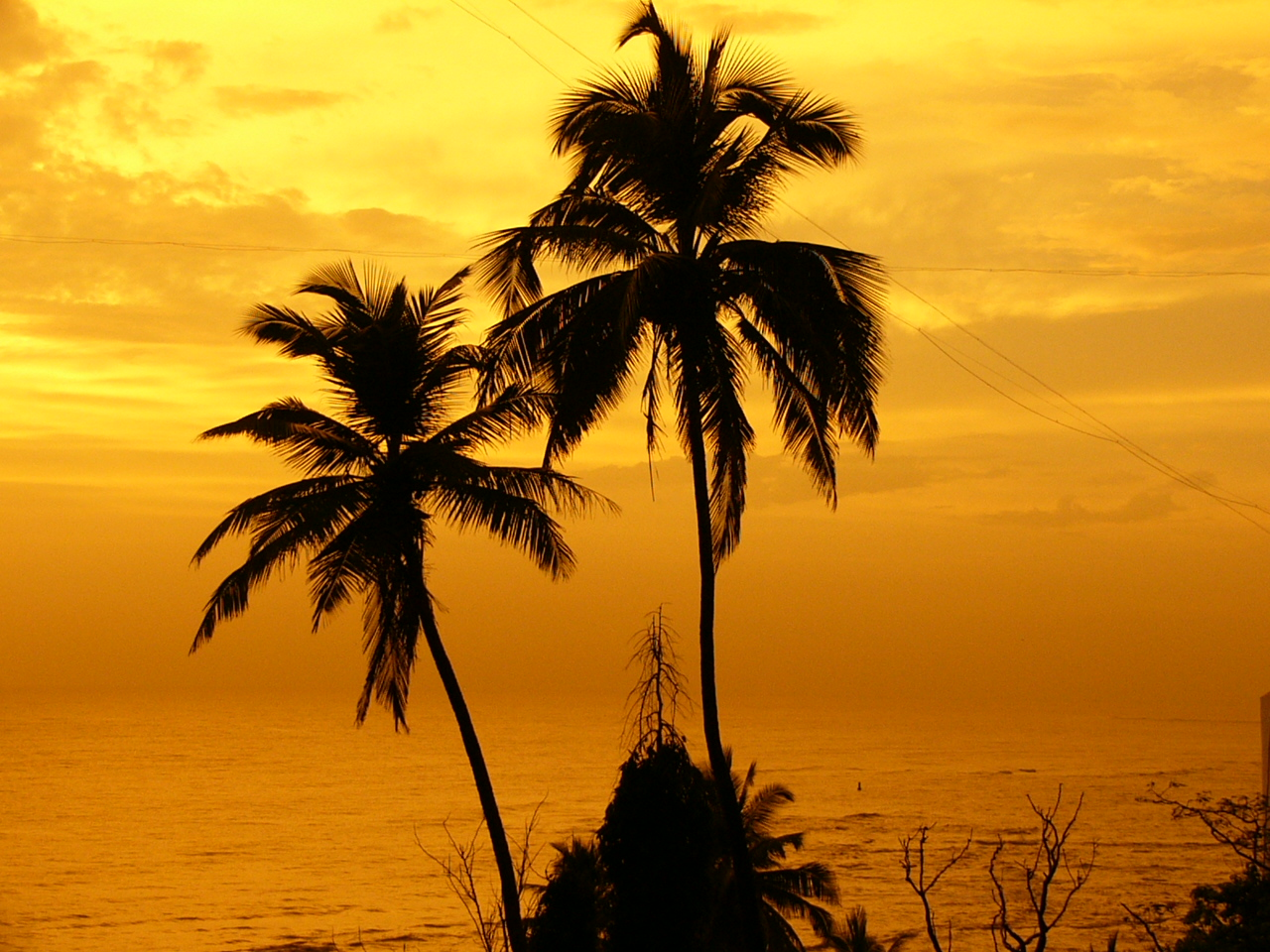
棕櫚表示古氣候更熱
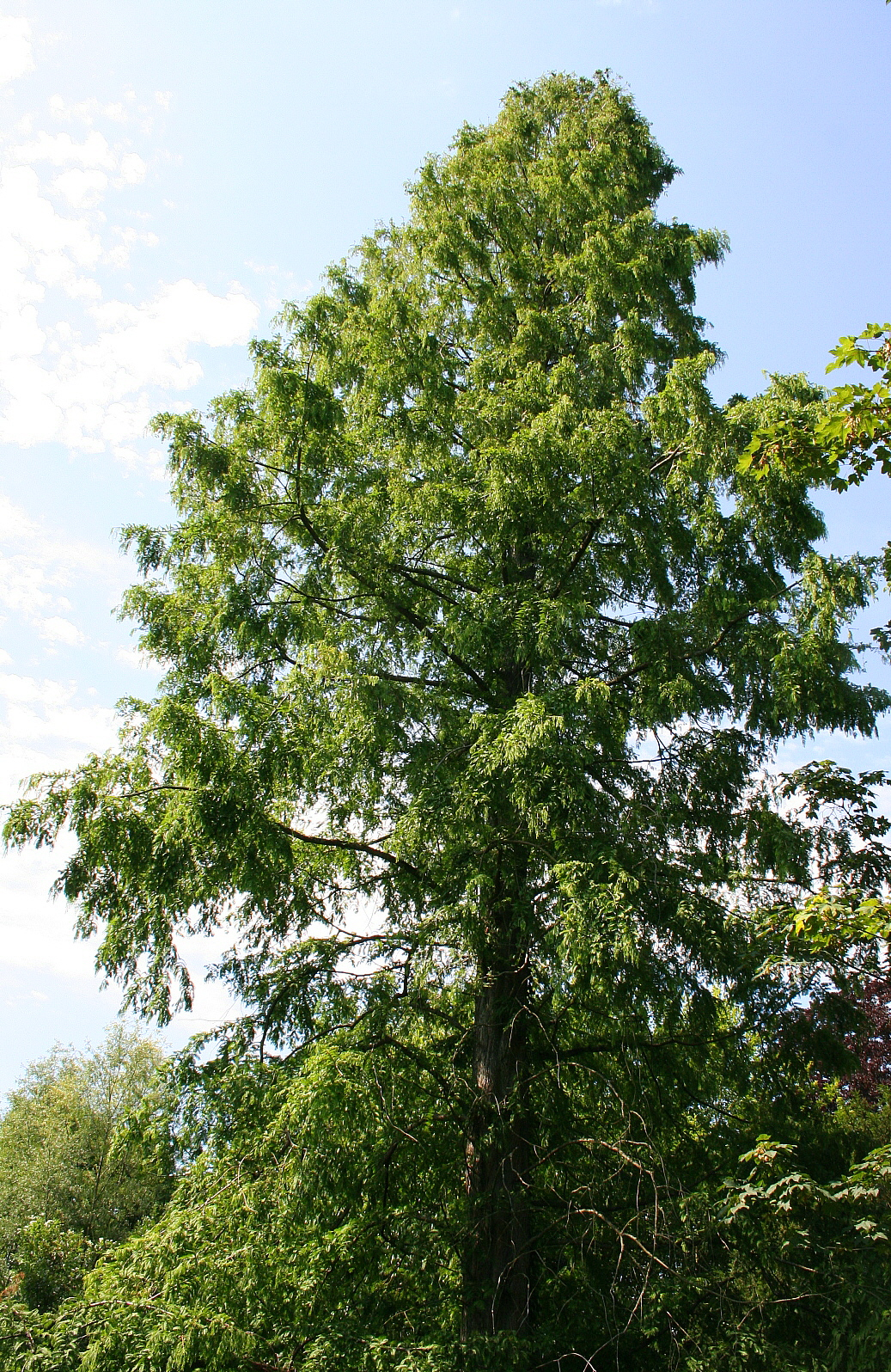
紅杉
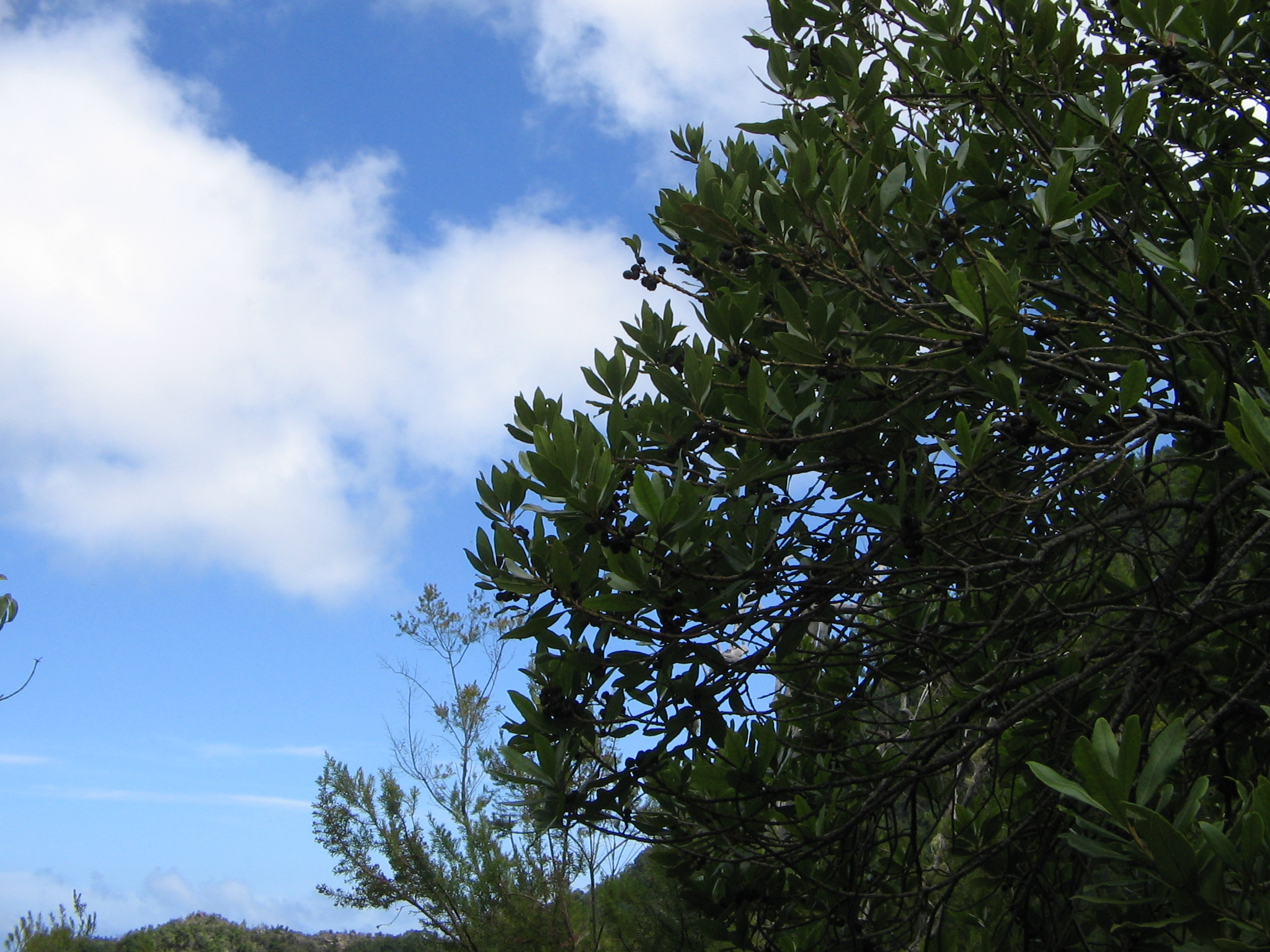
月桂
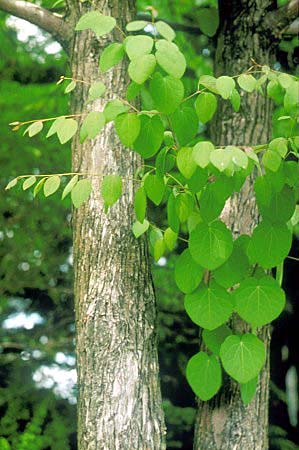
連香樹
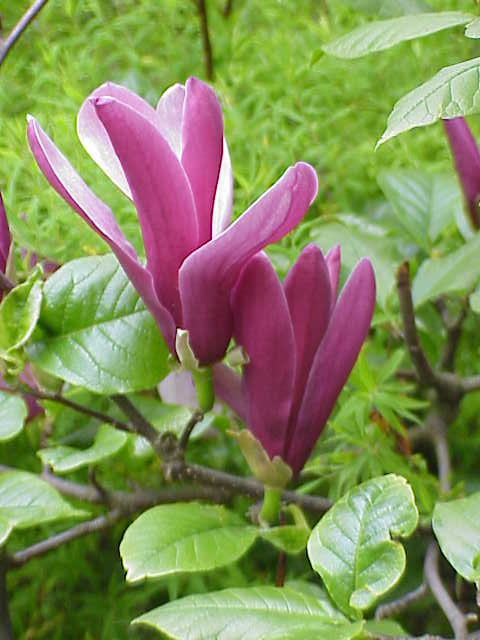
桂木 (桑科)
- 小檗屬家族 (小檗科)
- 連香樹 (連香樹科)
- Dombeyopsis (梧桐亞科)
- 樟樹家族 (樟科)
- 木蘭 (木蘭科)
- 棕櫚 (棕櫚科)
- 懸鈴木家族包括現今的美桐(懸鈴木科)

### Bibliography
General
- Broad, William J., and Kenneth Chang. 2019. Fossil Site Reveals Day That Meteor Hit Earth and, Maybe, Wiped Out Dinosaurs. The New York Times.Missing accessdate ISSN 0362-4331
- Preston, Douglas. 2019. The Day the Dinosaurs Died, 1. The New Yorker.Missing accessdate
- U.S. National, Park Service. 1966. National Natural Landmarks - National Natural Landmarks (U.S. National Park Service), 1. www.nps.gov.Missing accessdate
- Wilson, Lab. 2017. Hell Creek Project – Wilson Lab, 1. University of Washington.Missing accessdate

Geology
- DePalma, Smit J, Burnham DA, Kuiper K, Manning PL, Oleinik A, Larson P, Maurrasse FJ, Vellekoop J, Richards MA, Gurche L and Walter Alvarez W, R.A. 2019. A seismically induced onshore surge deposit at the K-Pg boundary, North Dakota. Proceedings of the National Academy of Sciences 116. 8190–8199. Missing accessdate doi:10.1073/pnas.1817407116 PMID 30936306 Template:Pmc Bibcode：2019PNAS..116.8190D
- Evans, D.C.; D.W. Larson, and P.J. Currie. 2013. A new dromaeosaurid (Dinosauria: Theropoda) with Asian affinities from the latest Cretaceous of North America. Naturwissenschaften 100. 1041–1049 doi:10.1007/s00114-013-1107-5 Bibcode：2013NW....100.1041E PMID 24248432
- Husson, D.; B. Galbrun; J. Laskar; L.A. Hinnov; N. Thibault; S. Gardin, and R.E. Locklair. 2011. Astronomical calibration of the Maastrichtian (late Cretaceous). Earth and Planetary Science Letters 305. 328–340 doi:10.1016/j.epsl.2011.03.008 Bibcode：2011E&PSL.305..328H
- LeCain, Rebecca. 2010. Magnetostratigraphy of the Hell Creek and lower Fort Union formations in northeast Montana, 1. Master's Theses and Capstones.Missing accessdate

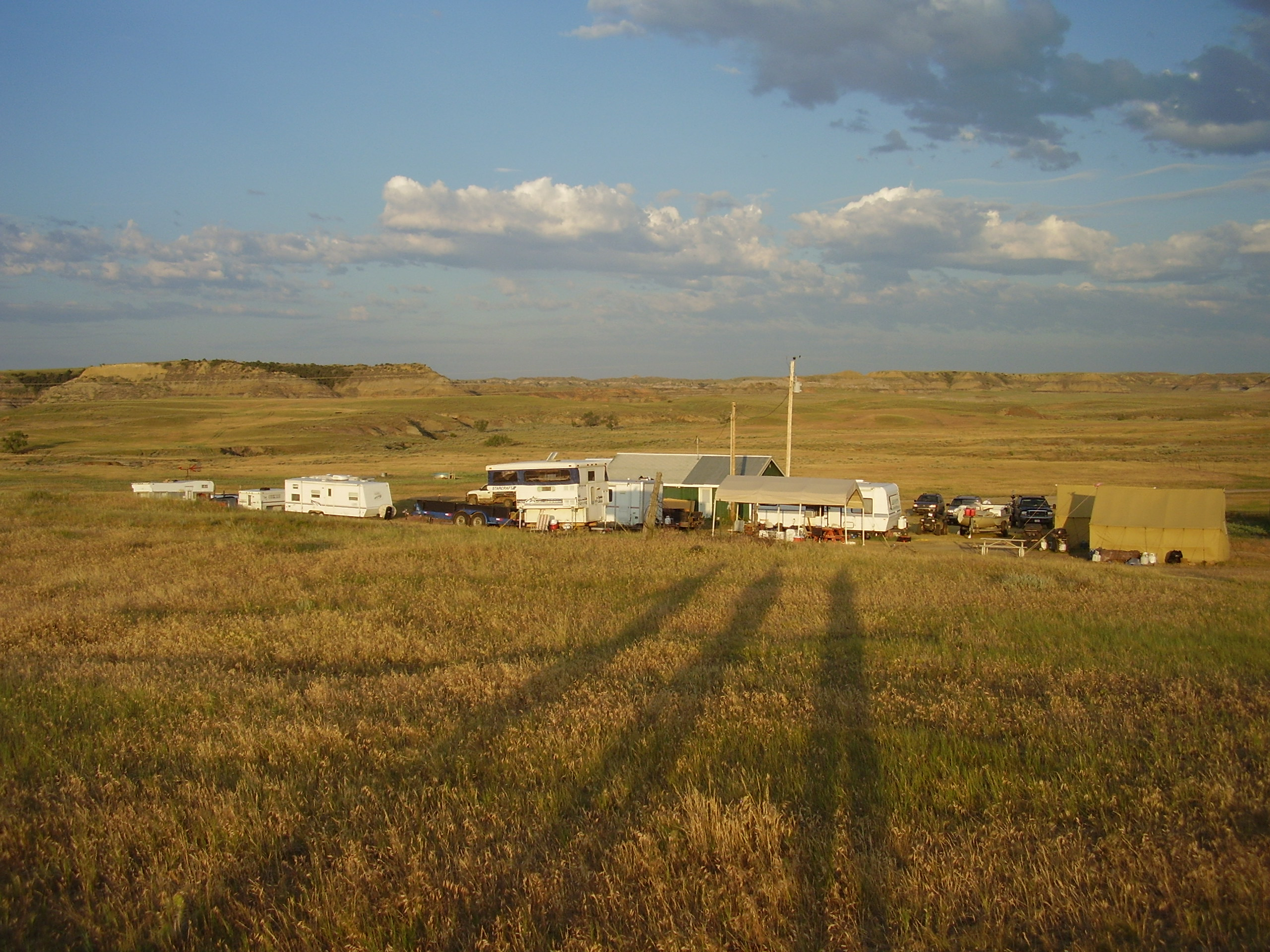
於東蒙大拿地獄溪層的洛磯山博物館考古營隊 (2009年夏日挖掘季)

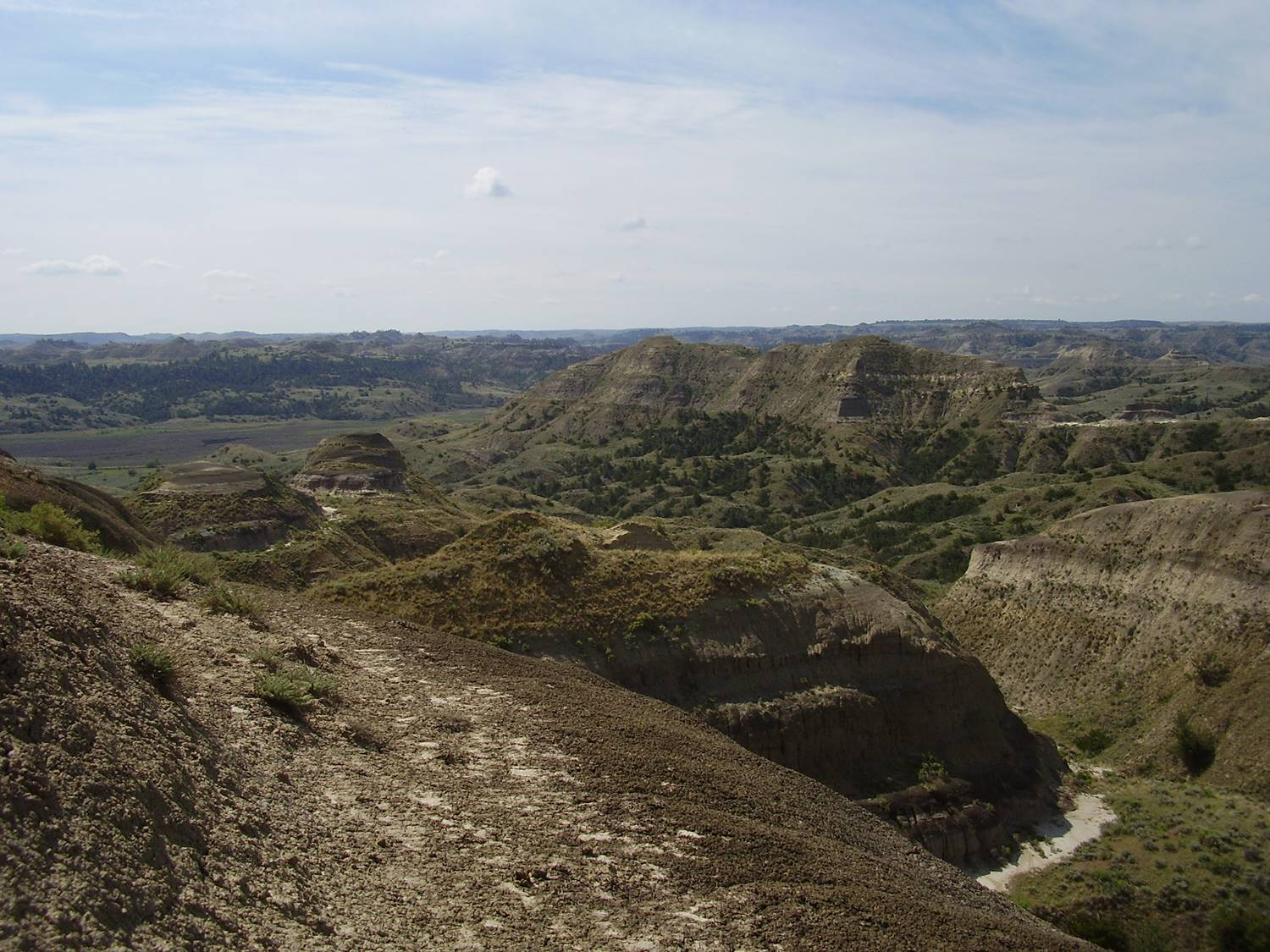
地獄溪州立公園的景觀，圖為地獄溪層之心

- Johnson, K.R.; D.J. Nichols, and J.H. Hartman. 2002. Hell Creek Formation: A 2001 synthesis. The Hell Creek Formation and the Cretaceous-Tertiary Boundary in the northern Great Plains. Geological Society of America Special Paper 361. 503–510

Paleontology
- DePalma, Robert. 2010. Preliminary Notes on the First Recorded Amber Insects from the Hell Creek Formation. The Journal of Paleontological Sciences x. x. Missing accessdate
- Boyd, Clint A.; Caleb M. Brown; Rodney D. Scheetz, and Julia A. Clarke. 2009. Taxonomic revision of the basal neornithischian taxa Thescelosaurus and Bugenasaura. Journal of Vertebrate Paleontology 29. 758–770 doi:10.1671/039.029.0328
- Longrich, N. 2008. A new, large ornithomimid from the Cretaceous Dinosaur Park Formation of Alberta, Canada: Implications for the study of dissociated dinosaur remains. Palaeontology 54. 983–996 doi:10.1111/j.1475-4983.2008.00791.x
- Manning, P.L.; C. Ott, and P.L. Falkingham. 2008. The first tyrannosaurid track from the Hell Creek Formation (Late Cretaceous), Montana, U.S.A. PALAIOS 23. 645–647 doi:10.2110/palo.2008.p08-030r Bibcode：2008Palai..23..645M
- Bakker, R.T.; R.M. Sullivan; V. Porter; P. Larson, and S.J. Saulsbury. 2006. Dracorex hogwartsia, n. gen., n. sp., a spiked, flat-headed pachycephalosaurid dinosaur from the Upper Cretaceous Hell Creek Formation of South Dakota in Lucas, S. G. and Sullivan, R. M., eds., Late Cretaceous vertebrates from the Western Interior. New Mexico Museum of Natural History and Science Bulletin 35. 331–354. Missing accessdate
- Henderson, M.D., and J.E. Peterson. 2006. An azhdarchid pterosaur cervical vertebra from the Hell Creek Formation (Maastrichtian) of southeastern Montana. Journal of Vertebrate Paleontology 26. 192–195 doi:10.1671/0272-4634(2006)26[192:aapcvf]2.0.co;2
- Weishampel, David B.; Peter Dodson, and Halszka Osmólska (eds.). 2004. The Dinosauria, 2nd edition, 1–880. Berkeley: University of California Press.Missing accessdate ISBN 0-520-24209-2
- Pearson, D.A.; T. Schaefer; K.R. Johnson; D.J. Nichols, and J.P. Hunter. 2002. The Hell Creek Formation and the Cretaceous-Tertiary boundary in the northern Great Plains: An integrated continental record of the end of the Cretaceous. Vertebrate Biostratigraphy of the Hell Creek Formation in Southwestern North Dakota and Northwestern South Dakota, Geological Society of America Special Paper 361. 145–167. Missing accessdate ISBN 9780813723617
- Varricchio, D.J. 2001. Late Cretaceous oviraptorosaur (Theropoda) dinosaurs from Montana, 42–57. D. H. Tanke and K. Carpenter (eds.), Mesozoic Vertebrate Life. Indiana University Press, Indianapolis, Indiana.
- Currie, P.J., and K. Padian. 1997. The Encyclopedia of Dinosaurs, 1–901. Academic Press.Missing accessdate ISBN 978-0-122-26810-6
  - Eberth, D.A. . San Diego: Academic Press. 1997: 199–204. ISBN 978-0-122-26810-6.
  - Lofgren, D.F. . San Diego: Academic Press. 1997: 302–303. ISBN 978-0-122-26810-6.
  - Breithaupt, B.H. . San Diego: Academic Press. 1997: 394–395. ISBN 978-0-122-26810-6.
- Christophel, D.C.. 1976. Fossil floras from the Smoky Tower locality, Alberta, Canada. Palaeontographica, Abt. B 157. x
- Chandrasekharam, A.. 1974. Megafossil flora from the Genesee locality, Alberta, Canada. Palaeontographica, Abt. A 174. x
- Estes, R., and P. Berberian. 1970. Paleoecology of a late Cretaceous vertebrate community from Montana. Breviora 343. 1

## 延伸閱讀
- Bryant, L.J. 1987. A new genus and species of Amiidae (Holostei; Osteichthyes) from the Late Cretaceous of North America, with comments on the phylogeny of the Amiidae. Journal of Vertebrate Paleontology 7. 349–361. Missing accessdate
- Archibald, J.D. 1982. A study of Mammalia and geology across the Cretaceous-Tertiary boundary in Garfield County, Montana. University of California Publications in Geological Sciences 122. 1–28
- Brown, Barnum, and Erich Maren Schlaikjer]]. 1943. A study of the troödont dinosaurs with the description of a new genus and four new species. Bulletin of the American Museum of Natural History 82. 115–150. Missing accessdate
- Osborn, Henry Fairfield. 1910. Department of Vertebrate Palaeontology. Annual Report of the American Museum of Natural History of the Year 1909 41. 71–72. Missing accessdate
- Anonymous, author. 1907. Department of Vertebrate Palaeontology; field expeditions of 1906. The American Museum Journal 7. 6–8. Missing accessdate
- Brown, Barnum. 1907. The Hell Creek Beds of the Upper Cretaceous of Montana: their relation to contiguous deposits, with faunal and floral lists and a discussion of their correlation. Bulletin of the American Museum of Natural History 23. 823–845. Missing accessdate
- Anonymous, author. 1905. Department of Vertebrate Paleontology. The American Museum Journal 5. 9–11. Missing accessdate
- Beasley, Walter L. 1903. A remarkable fossil discovery. Scientific American 89. 87. Missing accessdate
- Cope, Edward Drinker. 1883. The structure and appearance of a Laramie dinosaurian. American Naturalist 17. 774–777

## 外部連結
- Cretaceous Hell Creek Faunal Facies （页面存档备份，存于） provides a faunal list
- Phillip Bigelow, "Hell Creek life: Fossil Flora & Fauna, a Paleoecosystem"
- Paleobiology Database: MPM locality 3850 (Hell Creek Formation): Maastrichtian, Montana （页面存档备份，存于）